# American Primeval
American Primeval è una miniserie televisiva statunitense scritta e ideata da Mark L. Smith e diretta da Peter Berg. È stata distribuita il 9 gennaio 2025 su Netflix.
Interpretata da un cast corale che comprende Taylor Kitsch, Betty Gilpin, Shea Whigham, Dane DeHaan e Kim Coates, è ambientata durante la guerra dello Utah e si concentra in modo particolare sul massacro di Mountain Meadows.

## Trama
Nel 1857, durante la guerra dello Utah, diverse fazioni sono in lotta per ottenere il controllo del West americano: tra queste i mormoni della Chiesa di Gesù Cristo dei Santi degli Ultimi Giorni, le tribù native dello Utah e l'esercito degli Stati Uniti.